# مايك هامرستاين
مايك هامرستاين (بالإنجليزية: Mike Hammerstein)‏ هو لاعب كرة قدم أمريكية أمريكي، ولد في 3 مارس 1963 في كوكومو في الولايات المتحدة.

## وصلات خارجية
- مايك هامرستاين على موقع مرجع كرة القدم المحترفة.كوم (الإنجليزية)